# Pierre Sallenave
 (décembre 2018).
 (juillet 2018).
Pour les articles homonymes, voir Sallenave.
Pierre Sallenave, né le 20 novembre 1920 à Pau (Pyrénées-Atlantiques) et mort le 31 mai 1983 dans la même ville, est un homme politique français. Il est le fils de Louis Sallenave, maire de Pau de 1947 à 1971.
Il est député des Pyrénées-Atlantiques de 1958 à 1967 et de 1968 à 1973, sénateur des Pyrénées-Atlantiques de 1974 à 1983 et conseiller général des Pyrénées-Atlantiques (Canton de Pau-Est) de 1964 à 1976.

## Formation
Pierre Sallenave nait à Pau le 20 novembre 1920 dans une famille profondément enracinée dans la capitale béarnaise. Son père, Louis Sallenave, assume de nombreuses responsabilités professionnelles et associatives avant d’entrer dans la municipalité comme maire-adjoint en 1932, puis de devenir maire de Pau en 1947, mandat qu’il exercera jusqu’en 1971.
Après l’obtention d’une licence es-sciences, Pierre Sallenave seconde son père à la direction de l’entreprise familiale En mars 1943, il est frappé par le Service du travail obligatoire et envoyé près de Vienne, puis en Slovaquie. Avec 180 jeunes Français, il s’évade pour rejoindre une unité de partisans et participe aux combats des maquis slovaques dans les Carpates jusqu’en avril 1945. De retour à Pau en juin 1945, il reprend ses activités professionnelles.

## Carrière politique
Au milieu des années 1950, Pierre Sallenave s’engage au sein du Centre national des indépendants et paysans (CNI) et participe en 1955 à la création du Centre départemental des indépendants et paysans des Basses-Pyrénées, dirigé par Guy Petit, député-maire de Biarritz, et dont la présidence d’honneur revient à Louis Sallenave, maire de Pau. Il fonde la même année le Centre départemental des jeunes indépendants et paysans. 
Candidat du CNI dans la circonscription de Pau aux élections législatives de novembre 1958, il arrive largement en tête au 1er tour et il est élu au second tour avec 31 891 voix contre 14 527 au député radical sortant René Cassagne.
Il vote l’investiture du gouvernement Debré en janvier 1959, mais désapprouve les évolutions ultérieures de sa politique algérienne et vote la censure en décembre 1961. Dans la nuit du 27 décembre 1961, son domicile est visé par un attentat à l’explosif. Il vote la motion de censure déposée en juin 1962 contre la politique algérienne du gouvernement Pompidou, puis celle qui sera adoptée le 4 octobre 1962, après la décision du général de Gaulle de procéder directement par référendum à la révision de la Constitution.
Il est réélu député lors du scrutin suivant la dissolution, en novembre 1962, bien que le CNI, divisé sur la question algérienne et la politique du général de Gaulle, perde les trois-quarts de ses sièges ainsi que son groupe parlementaire. Alors qu’une partie des députés CNI, avec Valéry Giscard d’Estaing, rejoignent la majorité au sein du groupe des Républicains indépendants, Pierre Sallenave compte parmi les élus indépendants inscrits au groupe du Centre démocratique, où siègent également les députés MRP.
En mars 1964, Pierre Sallenave entre au Conseil général des Basses-Pyrénées. Il y représente le canton de Pau-Est jusqu’en 1976.
Aux élections législatives de mars 1967, il arrive de nouveau en tête au 1er tour, mais le candidat de la Fédération de la gauche démocrate et socialiste (FGDS), André Labarrère, est élu au second à la faveur d’un scrutin triangulaire. La dissolution de l’Assemblée nationale, l’année suivante, permet à Pierre Sallenave de revenir au Palais Bourbon, en l’emportant le 30 juin 1968 avec 45 872 voix contre 29 846 à André Labarrère. Il s’inscrit au groupe Progrès et démocratie moderne (PDM), présidé par Jacques Duhamel, qui intègre pleinement la majorité après l’élection de Georges Pompidou. Durant la législature, Pierre Sallenave sera rapporteur de la loi instaurant la formation professionnelle continue et de la loi portant généralisation de la retraite complémentaire.
Aux élections municipales de mars 1971, il est amené à conduire, à Pau, la liste de la majorité, initialement dirigée par le secrétaire d’Etat Jean-Louis Tinaud qui se retire à quelques jours du scrutin. Cette liste s’incline au second tour face à celle d’André Labarrère qui l’emporte par 14 091 voix contre 12 522.
Aux élections législatives de mars 1973, il est de nouveau confronté à André Labarrère qui est élu député avec 44 750 voix contre 44 573. 
Pierre Sallenave est élu sénateur des Pyrénées-Atlantiques en septembre 1974, avec 834 voix sur 1 310 exprimés. Il s’inscrit au groupe des Républicains indépendants d’action sociale (qui se transformera en 1977 en groupe du Centre national des indépendants et paysans) puis, à la disparition de celui-ci, au groupe de l’Union des Républicains et des Indépendants. Il siège à la commission des Affaires sociales où il sera rapporteur de plusieurs lois sur la formation professionnelle, l’apprentissage, l’indemnisation des accidents du travail et le statut des conjoints d’artisans et commerçants.
Bien qu’affaibli par la maladie, il est désigné par le RPR et l’UDF pour conduire la liste d’opposition aux élections municipales de mars 1983. Sa liste recueille 17 400 voix contre 19 110 à celle d’André Labarrère qui est réélue.
Il décède quelques semaines plus tard, le 31 mai 1983.